# Marshanda
Marshanda, właśc. Andriani Marshanda (ur. 10 sierpnia 1989 w Dżakarcie) – indonezyjska aktorka i piosenkarka.
Wystąpiła w spotach licznych marek i instytucji. Jako dziecko została wybrana do głównej roli w reklamie Banku Danamon, jednego z największych banków w Indonezji. Później pojawiała się w różnych reklamach, zarówno telewizyjnych, jak i drukowanych, m.in. reklamach marek spożywczych Tango Wafer, Cadbury Eclairs i Supermi Ayam Bawang.
Zagrała główną rolę w dwóch sezonach serialu telewizyjnego Bidadari.
W 2005 roku wydała album solowy pt. Marshanda.

## Filmografia
Na podstawie źródła: 
Seriale telewizyjne
- Bidadari
- Bidadari 2
- Keluargaku Mata Hatiku
- Kisah Sedih di Hari Minggu
- Kisah Kasih di Sekolah
- Kisah Kasih di Sekolah 2
- Adam dan Hawa
- Manis dan Sayang
- Hikmah 2
- Putri yang Terbuang
- Soleha
- Aqso dan Madina
- Benci Bilang Cinta
- Maha Kasih
- Maha Cinta
- Hingga Akhir Waktu
- Anak Cucu Adam
- Sejuta Cinta Marshanda
- Dari Sujud ke Sujud

Filmy
- Pendidikan Bahasa Inggris
- Petualangan 100 Jam (2005)
- Kalau Cinta Jangan Cengeng (2009)

## Dyskografia
Albumy studyjne
- 2000: Bidadari
- 2005: Marshanda
- 2014: Taubat